# Robert Clark (atleta)
Robert Clark (Covina, 28 de mayo de 1913-Arcadia, 13 de mayo de 1976) fue un atleta estadounidense, especialista en la prueba de decatlón en la que llegó a ser subcampeón olímpico en 1936.

## Carrera deportiva
En los JJ. OO. de Berlín 1936 ganó la medalla de plata en la competición de decatlón, con una puntuación de 7601 puntos, siendo superado por su compatriota Glenn Morris que con 7900 puntos batió el récord del mundo, y por delante de otro estadounidense Jack Parker (bronce con 7275 puntos).